# فيك وايلد
فيك وايلد (بالإنجليزية: Vic Wild)‏ (بالروسية: Уайлд, Вик)‏ هو متزلج على الثلوج أمريكي وروسي، ولد في 23 أغسطس 1986 في وايت سلمون في الولايات المتحدة.

## وصلات خارجية
- فيك وايلد على موقع الاتحاد الدولي للتزلج (ركوب لوح الثلج) (الإنجليزية)
- فيك وايلد على موقع اللجنة الأولمبية الدولية (الإنجليزية)
- فيك وايلد على موقع أوليمبيديا (الإنجليزية)